# Flavio Chigi mlajši
Flavio kardinal Chigi, italijanski diakon in kardinal, * 8. september 1711, Rim, † 12. julij 1771.

## Življenjepis
26. novembra 1753 je bil povzdignjen v kardinala in imenovan za kardinal-diakona S. Angelo in Pescheria; 2. junija 1754 je prejel diakonsko posvečenje.
12. februarja 1759 je bil imenovan za kardinal-diakona S. Maria in Portico in za prefekta Kongregacije za zakramente.